# جشنواره فیلم کن ۱۹۹۸
پنجاه و یکمین دوره جشنواره فیلم کن در سال ۱۹۹۸ برگزار شد. مارتین اسکورسیزی رئیس هیئت داوران بود. فیلم ابدیت و یک روز تئو آنگلوپولوس توانست در این دوره برنده نخل طلا شود. این اولین باری است یک فیلم از کشور یونان برنده جایزه اول جشنواره کن میشود. زندگی زیباست روبرتو بنینی نیز جایزه بزرگ (جشنواره فیلم کن) را تصاحب کرد.

## هیئت داوران

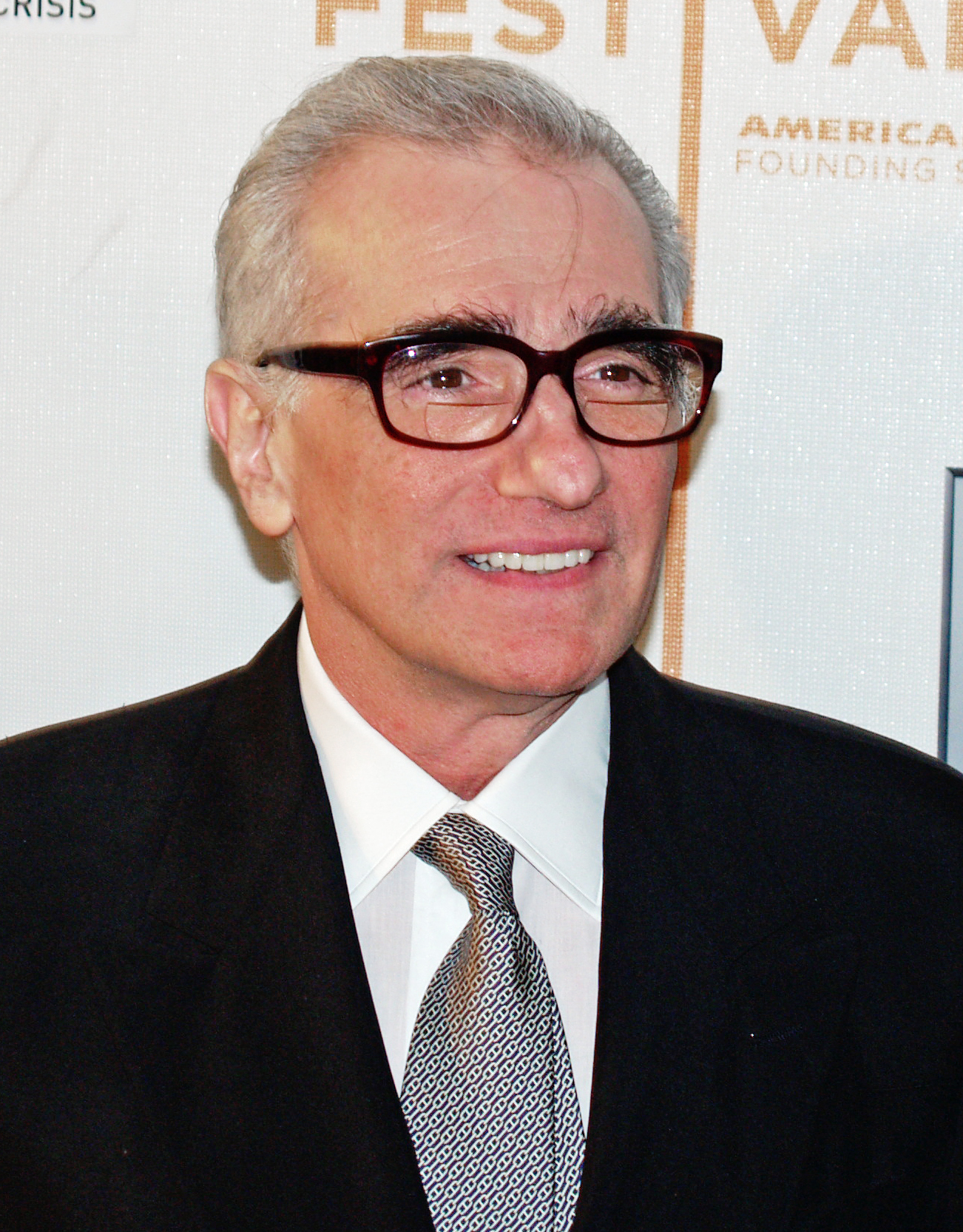
مارتین اسکورسیزی, رئیس هیئت داوران

- مارتین اسکورسیزی
- آلن کورنو
- کیارا ماسترویانی
- چن کایگه
- لنا اولین
- MC Solaar
- مایکل وینترباتم
- سیگورنی ویور
- وینونا رایدر
- Zoe Valdes
- ژان-پیر ژونه
- ژاکو فان دورمل
- امانوئل بئار
- ارنو دپلشن
- آنجلا مولینا

## مسابقه
فیلم‌های زیر برای بخش مسابقه انتخاب شده‌اند:
- آوریل (فیلم ۱۹۹۸) - نانی مورتی
- هرکس مرا دوست دارد می‌تواند سوار قطار شود - پاتریس شرو
- کلر دولان - Lodge Kerrigan
- Corazón iluminado - هکتور بابنکو
- Dance Me to My Song - رالف ده هیر
- Dong - تسای مینگ-لیانگ
- ترس و نفرت در لاس وگاس - تری گیلیام
- Festen - توماس وینتربرگ
- گل‌های شانگهای - هو شیائو-شین
- هنری فول - هال هارتلی
- Idioterne - لارس فون تریر
- ایلومیناتا (فیلم) - جان تورتورو
- Khrustalyov, mashinu! - الکسی ژرمن
- L'école de la chair - بنوآ ژکو
- سفر گروهی - کلود میلر
- La vendedora de rosas - بیکتور گاویریا
- La vie rêvée des anges - اریک زونکا
- زندگی زیباست - روبرتو بنینی
- ابدیت و یک روز - تئو آنگلوپولوس
- نام من جو است - کن لوچ
- ارتشبد (فیلم ۱۹۹۸) - جان بورمن
- معدن طلای مخملی - تاد هینز

## برندگان

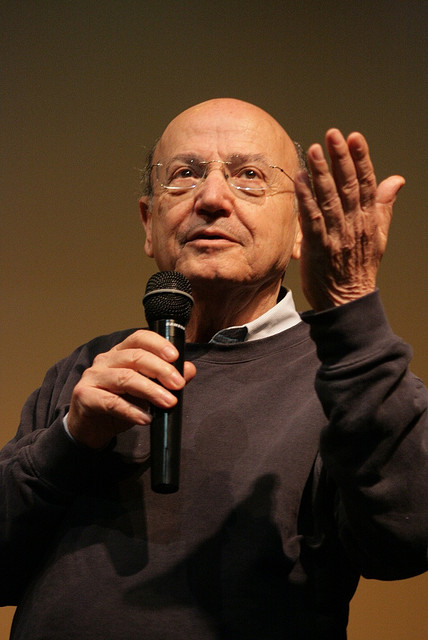
تئو آنگلوپولوس, برنده نخل طلا

- نخل طلا: ابدیت و یک روز - تئو آنگلوپولوس
- جایزه بزرگ (جشنواره فیلم کن): زندگی زیباست - روبرتو بنینی
- جایزه هیئت داوران جشنواره فیلم کن:
  - Festen - توماس وینتربرگ
  - سفر گروهی - کلود میلر
- جایزه بهترین بازیگر مرد جشنواره فیلم کن: پیتر مولان برای نام من جو است
- جایزه بهترین بازیگر زن جشنواره فیلم کن: الودی بوشه و ناتاشا رنیه برای La vie rêvée des anges
- جایزه بهترین کارگردان جشنواره فیلم کن: جان بورمن برای ارتشبد (فیلم ۱۹۹۸)
- نخل طلایی فیلم کوتاه: L'interview - زاویر جیانولی
- جایزه بهترین فیلم‌نامه جشنواره فیلم کن: هنری فول - هال هارتلی
- دوربین زرین: اسلم (فیلم) - Marc Levin